# Euspilotus colombicus
Euspilotus colombicus är en skalbaggsart som först beskrevs av Kirsch 1889.  Euspilotus colombicus ingår i släktet Euspilotus och familjen stumpbaggar. Inga underarter finns listade i Catalogue of Life.